# Łukasz Łotocki
Łukasz Łotocki – polski politolog, doktor habilitowany nauk społecznych, adiunkt na Wydziale Nauk Politycznych i Studiów Międzynarodowych Uniwersytetu Warszawskiego.

## Kariera naukowa
22 października 2008 r. uzyskał na ówczesnym Wydziale Dziennikarstwa i Nauk Politycznych UW stopień doktora nauk humanistycznych w dyscyplinie nauk o polityce na podstawie pracy „Obcy” we współczesnej Polsce na przykładzie Ormian. Stan, perspektywy oraz wnioski dla polityki społecznej, której promotorką była Jolanta Supińska-Modzelewska. 15 października 2020 uzyskał na UW stopień doktora habilitowanego nauk społecznych w dyscyplinie nauk o polityce i administracji na podstawie dorobku naukowego i rozprawy Kryzys imigracyjny w Europie w polskim dyskursie publicznym w latach 2015–2018.
Na macierzystym wydziale pełni funkcję kierownika Katedry Polityki Społecznej.